# Bewaffneter Angriff auf die Militärparade in Ahvaz
Am 22. September 2018 fand in der südwestiranischen Stadt Ahvaz eine Militärparade statt, die von bewaffneten Männern angegriffen wurde. Die Täter töteten 25 Menschen, darunter Soldaten der Iranischen Revolutionsgarde und Zivilisten. Die Terrorattacke wurde von der Terrororganisation Islamischer Staat (IS) für sich beansprucht. Die Arabische Kampfbewegung für die Befreiung von al-Ahwaz (ASMLA) hatte zunächst die Verantwortung für den Angriff übernommen, später aber dementiert. Der Iran beschuldigte „Militante in Syrien“ und beschuldigte die USA und Golfstaaten, den Angriff ermöglicht zu haben. In Reaktion auf den Angriff feuerten die Iranischen Revolutionsgarden Raketen und Drohnenangriffe auf „Militante in Syrien“ ab.